# ヴァスィリキーウ空軍基地
ヴァスィリキーウ空軍基地（ヴァスィリキーウくうぐんきち、ウクライナ語: Авіабаза Васильків）は、キエフ州ヴァスィリキーウに位置する、ウクライナ空軍の基地である。MiG-29戦闘機を運用する第40戦術航空旅団が所在している。

## 概要
20世紀初頭に飛行場の建設が行われ、1938年5月にI-16およびI-153を運用する第2戦闘航空連隊、I-16およびI-15bisを運用する第43戦闘航空連隊が配備された。大祖国戦争ではドイツ国防軍に占領され、1943年9月から10月の期間、ドイツ空軍の拠点として使用された。
1945年の戦争終結後、ソビエト連邦防空軍の第146親衛戦闘航空連隊が駐留、1991年8月のソビエト連邦からのウクライナ独立後、第146親衛戦闘航空連隊はウクライナ空軍に編入され、1993年6月1日に解隊された。1993年7月にはザカルパッチャ州ムカチェヴォ空軍基地からMiG-29およびMiG-23UDを運用する第92戦闘航空連隊が移駐した。なお、第92戦闘航空連隊は1996年12月1日に第207空軍基地、1997年12月1日に第8戦闘航空連隊、2002年10月30日に第40戦闘航空団、2004年6月25日に第40戦闘航空旅団、2007年4月18日に第40戦術航空旅団へとそれぞれ改編されている。
2022年のロシア侵攻においては、2月26日にロシア連邦軍がキエフ攻略の拠点とするために攻略を目論み攻撃をかけた（ヴァスィリキーウの戦い）。

## 所在部隊
西部航空管区隷下
- 第40戦術航空旅団
  - 第1航空連隊 - MiG-29/UB、MiG-29MU1（ウクライナ語版）、L-39
  - 第2航空連隊 - MiG-29/UB、MiG-29MU1、L-39
  - 通信無線支援大隊
  - 飛行場技術大隊
    - 飛行場整備中隊
    - 弾薬支援中隊

  - 防護中隊